# Miami Open 1977
Il Miami Open 1977 è stato un torneo di tennis giocato sulla terra rossa. È stata la 7ª edizione del torneo, che faceva parte del Colgate-Palmolive Grand Prix 1977. Si è giocato a Miami negli USA dal 7 al 13 febbraio 1977 dopo che non si erano tenute le edizioni del 1975 e 1976.

## Partecipanti

### Teste di serie
| Nazionalità      | Giocatore       | Ranking | Testa di serie |
| ---------------- | --------------- | ------- | -------------- |
| Messico          | Raúl Ramírez    | 5       | 1              |
| Stati Uniti      | Eddie Dibbs     | 9       | 2              |
| Stati Uniti      | Harold Solomon  | 8       |                |
| Stati Uniti      | Brian Gottfried | 10      |                |
| Stati Uniti      | Cliff Richey    | 28      |                |
| Spagna           | José Higueras   | 42      |                |
| Argentina        | Ricardo Cano    | 51      |                |
| Unione Sovietica | Alex Metreveli  | 63      |                |

## Campioni

### Singolare maschile
Eddie Dibbs ha battuto in finale  Raúl Ramírez con il punteggio di 6–0 6–3

### Doppio maschile
Brian Gottfried /  Raúl Ramírez hanno battuto in finale  Paul Kronk /  Cliff Letcher con il punteggio di 7–5, 6–4